# Peñaherrera (Imbabura)
Peñaherrera ist eine Ortschaft und eine Parroquia rural („ländliches Kirchspiel“) im Kanton Cotacachi der ecuadorianischen Provinz Imbabura. Die Parroquia besitzt eine Fläche von 122,36 km². Die Einwohnerzahl betrug beim Zensus im Jahr 2010 1644. Die Bevölkerungsentwicklung ist abnehmend. Für 2014 wurde eine Einwohnerzahl von 1506 angenommen.

## Lage
Die Parroquia Peñaherrera liegt in den westlichen Anden im Norden von Ecuador. Der Río Intag fließt entlang der südöstlichen Verwaltungsgrenze nach Südwesten. Der Río Cristopamba begrenzt das Gebiet im Osten, der Río Aguagrún mit seinem rechten Nebenfluss Río Chiriyacu im Westen. Entlang der nordwestlichen Verwaltungsgrenze verläuft der 3480 m hohe Gebirgszug der Cordillera de Toisán. Der etwa 1770 m hoch gelegene Hauptort Peñaherrera befindet sich 30 km westnordwestlich vom Kantonshauptort Cotacachi.
Die Parroquia Peñaherrera grenzt im Nordosten an die Parroquia 6 de Julio de Cuellaje, im Osten an die Parroquia Apuela, im Südosten an die Parroquia Vacas Galindo, im Südwesten und im Westen an die Parroquia García Moreno sowie im Nordwesten an die Provinz Esmeraldas mit der Parroquia Luis Vargas Torres (Kanton Eloy Alfaro).

## Orte und Siedlungen
In der Parroquia gibt es neben dem Hauptort (cabecera parroquial) folgende 10 Comunidades: Barcelona, Chinipamba, Cuarabí, El Cristal, El Triunfo, Mirador de las Palmas, Nangulvi Alto, Nangulvi Bajo, Paraiso und Villaflora.

## Geschichte
Die Parroquia wurde im August 1920 gegründet (Ordenanza Municipal am 13. August, Registro Oficial N° 1166 am 19. August). Namensgeber war Modesto Aurelio Peñaherrera (*30.01.1821 in Cotacachi), Innenminister von Ecuador.